# Canoagem nos Jogos Pan-Americanos de 2019 - K-2 1000 m masculino
A competição do K-2 1000 metros masculino foi um dos eventos da canoagem nos Jogos Pan-Americanos de 2019. Foi disputada no Parque Natural Albúfera de Medio Mundo, em Huacho, no Peru nos dias 27 e 29 de julho.

## Calendário
Horário local (UTC-5).
| Data        | Horário | Fase      |
| ----------- | ------- | --------- |
| 27 de julho | 10:40   | Baterias  |
| 27 de julho | 12:45   | Semifinal |
| 29 de julho | 11:00   | Final     |

## Medalhistas
| Ouro   | ARG Manuel Lascano e Agustín Vernice    |
| Prata  | CAN Jarret Kenke e Jacob Steele         |
| Bronze | MEX Osbaldo Fuentes e Mauricio Figueroa |

## Resultados

### Eliminatórias
Os dois melhores em cada bateria se classificaram diretamente para a final e os restantes disputaram a semifinal. 
Bateria 1
| Pos. | Canoísta                            | País                     | Tempo    | Obs. |
| ---- | ----------------------------------- | ------------------------ | -------- | ---- |
| 1    | Manuel Lascano Agustín Vernice      | ARG Argentina            | 3:20.426 | F    |
| 2    | Robert Benítez Fidel Antonio Vargas | CUB Cuba                 | 3:22.199 | F    |
| 3    | Rafael Feliz Cristian Guerrero      | DOM República Dominicana | 3:33.014 | SF   |
| 4    | Sebastian Delgado Matias Otero      | URU Uruguai              | 3:45.966 | SF   |
| 5    | Eddy Barranco Nael Irizarry         | PUR Porto Rico           | 3:50.676 | SF   |
| 6    | Matthew Robinson Nicholas Robinson  | TRI Trinidad e Tobago    | 4:12.806 | SF   |

Bateria 2
| Pos. | Canoísta                          | País               | Tempo    | Obs. |
| ---- | --------------------------------- | ------------------ | -------- | ---- |
| 1    | Jarret Kenke Jacob Steele         | CAN Canadá         | 3:20.201 | F    |
| 2    | Osbaldo Fuentes Mauricio Figueroa | MEX México         | 3:22.261 | F    |
| 3    | Owen Farleyklacik Alexander Lee   | USA Estados Unidos | 3:22.471 | SF   |
| 4    | Vagner Souta Edson Silva          | BRA Brasil         | 3:26.081 | SF   |
| 5    | Willy Montaño Walter Rojas        | ECU Equador        | 3:52.883 | SF   |

### Semifinal
Os quatro primeiros colocados se classificaram para a final. 
| Pos. | Canoísta                           | País                     | Tempo    | Obs. |
| ---- | ---------------------------------- | ------------------------ | -------- | ---- |
| 1    | Owen Farleyklacik Alexander Lee    | USA Estados Unidos       | 3:27.619 | F    |
| 2    | Vagner Souta Edson Silva           | BRA Brasil               | 3:30.467 | F    |
| 3    | Sebastian Delgado Matias Otero     | URU Uruguai              | 3:30.504 | F    |
| 4    | Rafael Feliz Cristian Guerrero     | DOM República Dominicana | 3:31.332 | F    |
| 5    | Eddy Barranco Nael Irizarry        | PUR Porto Rico           | 3:33.702 |      |
| 6    | Willy Montaño Walter Rojas         | ECU Equador              | 3:55.339 |      |
| 7    | Matthew Robinson Nicholas Robinson | TRI Trinidad e Tobago    | 4:17.392 |      |

### Final
A final ocorreu dia 29 de julho às 11:00. 
| Pos.              | Canoísta                            | País                     | Tempo    | Obs. |
| ----------------- | ----------------------------------- | ------------------------ | -------- | ---- |
| Medalha de ouro   | Manuel Lascano Agustín Vernice      | ARG Argentina            | 3:16.641 |      |
| Medalha de prata  | Jarret Kenke Jacob Steele           | CAN Canadá               | 3:17.144 |      |
| Medalha de bronze | Osbaldo Fuentes Mauricio Figueroa   | MEX México               | 3:18.439 |      |
| 4                 | Owen Farleyklacik Alexander Lee     | USA Estados Unidos       | 3:20.851 |      |
| 5                 | Sebastian Delgado Matias Otero      | URU Uruguai              | 3:23.449 |      |
| 6                 | Vagner Souta Edson Silva            | BRA Brasil               | 3:24.309 |      |
| 7                 | Rafael Feliz Cristian Guerrero      | DOM República Dominicana | 3:27.024 |      |
| 8                 | Robert Benítez Fidel Antonio Vargas | CUB Cuba                 | 3:27.046 |      |